# Hospital Regional Miguel Belascuain
El Hospital Regional Doctor Miguel Belascuain es un hospital público de alta complejidad ubicado en la ciudad de Concepción, Tucumán, Argentina. Pertenece al Sistema Provincial de Salud (Siprosa) y se ubica en la calle San Luis de la localidad ya mencionada.

## Historia
El hospital fue creado el 27 de julio de 1919 por la acción de la sociedad de beneficencia de Concepción. Este originalmente poseía una sala para mujeres de 20 camas y otra para varones de 22 camas, sala de operaciones, de primeros auxilios y un comedor. El nosocomio, denominado General Lamadrid, se ubicaba en la actual Unidad Penitenciaria n°3 pero en 1939 fue trasladado a su ubicación actual.
El 10 de octubre del año 2013 se dio por inaugurada la maternidad del establecimiento hospitalario por parte del gobernador José Alperovich, el ministro de salud nacional Juan Manzur, la senadora nacional Beatriz Rojkes, los ministros de salud e interior provincial Pablo Yedlin y Osvaldo Jaldo junto a autoridades municipales de Concepción.
La maternidad cuenta con 2 pabellones de obstetricia, un pabellón de ginecología, servicio de neonatología, farmacia y cuatro unidades de trabajo de parto y recuperación. Este sector cubre a 400.000 habitantes del sur de Tucumán y además, de Catamarca y Santiago del Estero, atendiendo un total de 5000 partos anuales.

## Especialidades
El Hospital Regional de Concepción dispone de distintas especialidades y servicios en su haber:
Ginecología
Cardiología
Obstetricia
Pediatría
Urología
Dermatología
Oftalmología
Cirugía General
Clínica Médica
Cirugía Pediátrica
Traumatología
Gastroenterología
Psiquiatría
Psicología
Odontología
Neurología
Reumatología
Infectología
Coloproctología
Hematología
Oncología
Otorrinolaringología
Nutrición
Fisiatría
También, el nosocomio tiene servicios de guardia, maternidad, diagnóstico por imágenes, ecografía, laboratorio, densitometría, consultorios externos, farmacia e internación.